# Sistema Escolar Pública de Condado de Elmore
El Sistema Escolar Pública de Condado de Elmore (Elmore County Public School System) es un distrito escolar de Alabama. Tiene su sede en Wetumpka. Gestiona 15 escuelas con más de 10.000 estudiantes. Sirve el Condado de Elmore.